# Heribert Kahmen
Heribert Kahmen (* 23. März 1940 in Senne, Landkreis Bielefeld) ist ein deutscher Geodät und Autor mehrerer Lehrbücher. Er lehrte an der Technischen Universität Wien. Mittlerweile  ist er emeritiert.

## Leben
Nach dem Studium der Geodäsie an der Universität Bonn und der TU Berlin, das er 1965 als Dipl.-Ing. abschloss, war Kahmen von 1969 bis 1973 wissenschaftlicher Assistent in Bonn und nahm 1970 an einer Expedition nach Algerien teil. Nach der Promotion wechselte er 1973 als Oberingenieur an die Universität Karlsruhe.
Von 1978 bis 1986 war Heribert Kahmen Professor am Geodätischen Institut der Universität Hannover. Hier entwickelte er einen Roboter-Theodolit für den Bergbau und lehrte Vermessungskunde und elektronische Distanzmessung (EDM). Über letzteres, erst in Entwicklung befindliches Fachgebiet verfasste er ein vielbeachtetes Buch Elektronische Messverfahren in der Geodäsie, das ihm einen Ruf an die Technische Universität Wien einbrachte. Hier erweiterte er das Spektrum der Ingenieurgeodäsie um neue Themenbereiche wie die Modellierung geodätischer Netze und der dabei auftretenden Refraktion-Anomalien, Entwicklung automatisch zielender Tachymeter und Monitoring von Deformationsmessungen an großen Kühltürmen und an Berghängen.
In der IAG war Kahmen ab 1976 Mitglied der Special Study Groups SSG 1.42 Electronic Wave Propagation and Refraction in the Atmosphere und der SSG 1.68 Terrestrial  Interferometric Methods for Geodesy and Geodynamics und 1983 bis 1986 Präsident der SSG 1.78 Atmospheric effects on terrestrial geodetic measurements.
Bei der IAG-Generalversammlung 1995 wurde Kahmen in Anerkennung seiner Forschungen zum Präsidenten der Special Commission 4 gewählt (Applications of Geodesy to Engineering) und 1999 für eine zweite Amtsperiode. Seit der Reorganisation der internationalen Geodäsie 2002 ist er Chair desselben, in eine ständige Subkommission umgewandelten Arbeitsgebietes.
Neben dem o. a. EDM-Fachbuch wurde Kahmen um 1980 auch Mitautor der 3 Bände Vermessungskunde der Göschen-Serie von Walter Großmann, die er bei der Neubearbeitung 1993 in 18. Auflage (de-Gruyter-Verlag) als Alleinautor in einen Band zusammenfasste. Das bekannte Lehrbuch ist im Jahr 2006 in der 20. Auflage erschienen und wurde als Surveying ins Englische übertragen.
Mit Armin Grün ist Kahmen auch Herausgeber der Proceedings der speziellen Kurse Optical 3-D Measurement Techniques, die abwechselnd in Wien und Zürich stattfinden.